# Sgeir Cùl an Rubha
Sgeir Cùl an Rubha – mała, niezamieszkana wyspa w Wielkiej Brytanii, położona w Szkocji, w archipelagu St Kilda.

## Toponimia
Nazwę wyspy tworzą słowa Gaelic: Sgeir „rafa”, cul „za” i Rubha „cypel”.

## Opis
Sgeir Cùl an Rubha to skalista wysepka bez roślinności położona niedaleko na południe od wyspy Dùn.